# مشروع بيرت
"أدوات ذكاء الأعمال وإعداد التقارير" (بالإنجليزية: Business Intelligence and Reporting Tools)‏ (BIRT) هي مشروع برمجيات مفتوحة المصدر الذي يوفر إمكانية إعداد التقارير وذكاء الأعمال للزبائن الأغنياء (Rich Clients) ولتطبيقات الويب، وخاصة تلك المبنيّة على Java و Java EE.
بيرت (BIRT) هو مشروع برمجيات على مستوى عال داخل مؤسسة Eclipse Foundation، وهو اتحاد مستقل لا يهدف للربح من بائعي صناعة البرمجيات ومجتمع المصدر المفتوح (Open Source Community).
أهداف المشروع المعلنة لمعالجة هي استهداف مجموعة واسعة من احتياجات التقارير داخل تطبيق نموذجي، [1] تمتد من التقارير العملانية (التشغيلية) أو تقارير الشركات معدة التقرير إلى المعالجة التحليلية متعددة الأبعاد عبر الإنترنت (OLAP). في البداية، ركّز المشروع على الإمكانيّات التي تسمح لمطوري التطبيقات بتصميم ودمج التقارير في التطبيقات بسهولة.
يتم دعم المشروع من قبل مجتمع نشط من المستخدمين في مركز مطوري بيرت (BIRT Developer Center) والمطورين في صفحة Eclipse.org مشروع بيرت (BIRT Project).
يمتك بيرت عنصريين رئيسيين هما : مصمم بصرية للتقارير داخل بيئة Eclipse IDE لإنشاء تقارير بيرت، ومكوّن وقت التشغيل (Runtime Component) لتوليد التقارير التي يمكن نشرها في أي بيئة Java. ويتضمن مشروع بيرت أيضا محرك رسوم بيانيّة يمكنه في آن واحد دمجه بشكل كامل في مصمِّم التقارير، وأيضًا يمكن استخدامه مستقلّا لدمج الرسوم البيانيّة في التطبيقات.
تصاميم تقارير بيرت مستمرة (Persisted) مثل XML ويمكنها الوصول إلى عدد من مصادر البيانات المختلفة بما في ذلك مخازن البيانات JDO، كائنات JFire البرمجية، POJOs، وقواعد البيانات SQL، خدمات الويب وXML.

## الإصدارات
| النسخة     | تاريخ الإصدار  | وصف                                                                          |
| ---------- | -------------- | ---------------------------------------------------------------------------- |
| 1.0 معاينة | 1 مارس 2005    | معاينة في EclipseCon 2005: كسوف مصمم تقرير، تقرير المحرك، محرك الرسم البياني |
| 1.0        | 6 يونيو 2005   | تقرير الأولي BIRT مصمم، BIRT تقرير المحرك، BIRT الرسم البياني المحرك         |
| 1.0.1      | يوليو 2005     | الدعم لEclipse 3.1؛ نسخة RCP من BIRT مصمم تقرير                              |
| 2.0        | 23 يناير 2006  | الإفراج عن الميجر                                                            |
| 2.0.1      | 22 فبراير 2006 | إصدار من أجل الصيانة                                                         |
| 2.1        | 28 يونيو 2006  | الإفراج عن الميجر كجزء من Eclipse كاليستو في وقت واحد الإصدار                |
| 2.0.2      | 4 أغسطس 2006   | إصدار من أجل الصيانة                                                         |
| 2.1.1      | 26 سبتمبر 2006 | إصدار من أجل الصيانة                                                         |
| 2.1.2      | 27 فبراير 2007 | إصدار من أجل الصيانة                                                         |
| 2.1.3      | 5 يوليو 2007   | إصدار من أجل الصيانة                                                         |
| 2.2        | 28 يونيو 2007  | الإفراج عن الميجر كجزء من Eclipse أوروبا في وقت واحد الإصدار                 |
| 2.2.1      | 2 أكتوبر 2007  | إصدار من أجل الصيانة                                                         |
| 2.2.1.1    | 1 نوفمبر 2007  | إصدار من أجل الصيانة                                                         |
| 2.2.2      | 27 فبراير 2008 | إصدار من أجل الصيانة                                                         |
| 2.3        | 25 يونيو 2008  | الإفراج عن الميجر كجزء من Eclipse جانيميد في وقت واحد الإصدار                |
| 2.3.1      | 24 سبتمبر 2008 | "SR 1" الإفراج صيانة الخريف                                                  |
| 2.3.2      | 25 فبراير 2009 | "SR 2" الإفراج صيانة الشتاء                                                  |
| 2.5        | 24 يونيو 2009  | الإفراج عن الميجر كجزء من Eclipse غاليليو في وقت واحد الإصدار                |
| 2.5.1      | 25 سبتمبر 2009 | "SR 1" الإفراج صيانة الخريف                                                  |
| 2.5.2      | 28 فبراير 2010 | "SR 2" الإفراج صيانة الشتاء                                                  |
| 2.6        | 24 يونيو 2010  | الإفراج عن الميجر كجزء من Eclipse هيليوس في وقت واحد الإصدار                 |
| 2.6.1      | 17 سبتمبر 2010 | "SR 1" الإفراج صيانة الخريف                                                  |
| 2.6.2      | 25 فبراير 2011 | "SR 2" الإفراج صيانة الربيع                                                  |
| 3.7        | 22 يونيو 2011  | الإفراج عن الميجر كجزء من Eclipse نيلي في وقت واحد الإصدار                   |
| 3.7.1      | 23 سبتمبر 2011 | "SR 1" الإفراج صيانة الخريف                                                  |
| 3.7.2      | 24 فبراير 2012 | "SR 2" الإفراج الصيانة                                                       |
| 4.2.0      | 27 يونيو 2012  | الإفراج عن الميجر كجزء من Eclipse جونو في وقت واحد الإصدار                   |
| 4.2.1      | 28 سبتمبر 2012 | إصدار من أجل الصيانة                                                         |
| 4.2.2      | 22 فبراير 2013 | إصدار من أجل الصيانة                                                         |
| 4.3        | 26 يونيو 2013  | الإفراج عن الميجر كجزء من Eclipse كبلر في وقت واحد الإصدار                   |
| 4.3.1      | 27 سبتمبر 2013 | إصدار من أجل الصيانة                                                         |
| 4.3.2      | 28 فبراير 2014 | إصدار من أجل الصيانة                                                         |
| 4.4.0      | 25 يونيو 2014  | إطلاق سراح الصغرى كجزء من Eclipse لونا في وقت واحد الإصدار                   |